# Kentrosaurus
Kentrosaurus („trnitý ještěr“) byl rod býložravého stegosauridního dinosaura, žijícího v období svrchní jury (asi před 156 až 151 miliony let) na území současné východní Afriky.

## Popis
Tento středně velký stegosaurid dorůstal délky kolem 4 až 5 metrů a hmotnosti asi 700 kg. Jiný odhad udává pro kentrosaura hmotnost až kolem 1600 kg.
Jedna ze dvou originálních koster byla vystavena v Humboldtově univerzitě v Berlíně, kde však byla při bombardování Spojenci v roce 1945 z větší části zničena. Dnes zde stojí jen replika druhé kostry, která je vystavena na Tübingenské univerzitě v Německu.

## Palebiologie

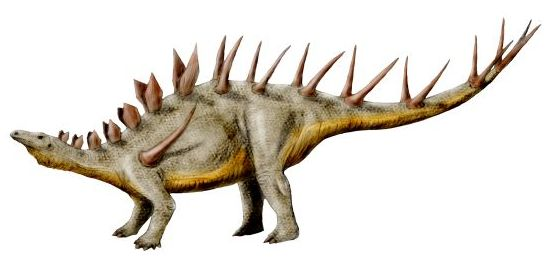
Kentrosaurus - rekonstrukce

Kentrosaurus byl menší příbuzný severoamerického stegosaura. Od něho se ale v mnohém lišil. Například tím, že na krku měl sice malé desky tvaru trojúhelníku, ale na hřbetě a ocase měl místo desek dlouhé trny. Kentrosaurus byl spíše více příbuzný Tuojiangosaurovi nebo poněkud mladšímu Wuerhosaurovi. Žil na území dnešní Tanzanie, několik jeho kompletních lebek bylo objeveno na slavném nalezišti Tendaguru. Objevila jej německá expedice do východní Afriky probíhající v letech 1909-1913. Fosilie tohoto a dalších dinosaurů, objevených na lokalitě Tendaguru, byly ale dobře známé domorodým obyvatelům této oblasti již dlouho před příchodem evropských vědců.
Zdá se, že ocas kentrosaura, vybavený četnými bodci, byl velmi flexibilní. Kentrosaurus s ním zřejmě dokázal rychle švihat laterálně (do stran). Vědci odhadli, že konec ocasu se pak mohl pohybovat rychlostí kolem 14 m/s (50,4 km/h), a tak zřejmě dokázal odstrašit mnohé teropody, kteří se ho snažili ulovit. Kentrosaurus měl nejméně 7 párů bodců, které se táhly od konce ocasu k hlavě, a na zádech se zvolna zaoblovaly do desek, které se směrem k hlavě postupně zmenšovaly. Další pár ostnů měl na kyčlích předních končetin.

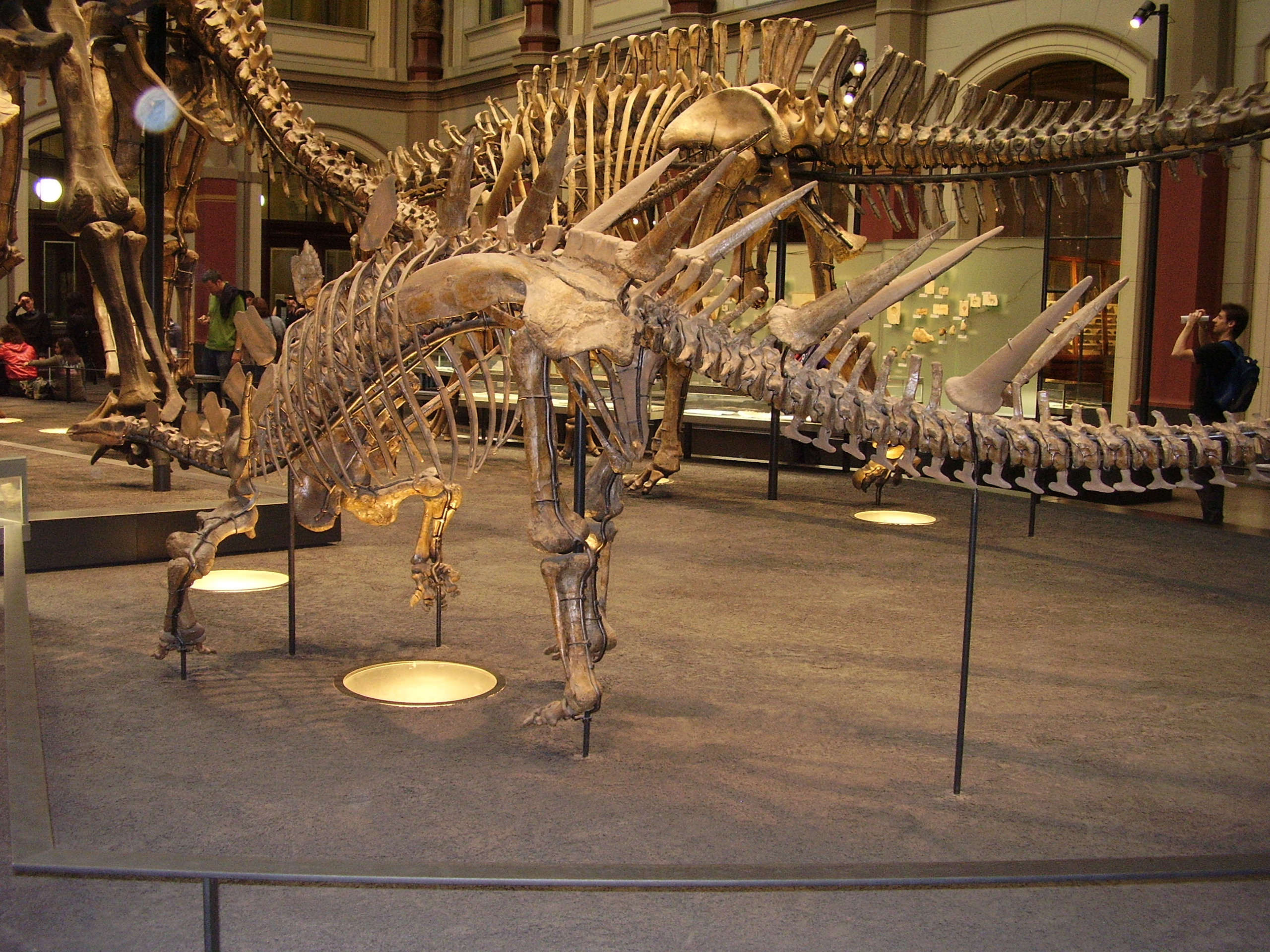
Kostra kentrosaura v Berlíně.

## Druhy
Dosud byly objeveny dva druhy kentrosaura. Existence druhu Kentrosaurus aethiopicus je zcela nesporná. Platnost druhu Kentrosaurus longispinus (popsaného jako Stegosaurus longispinus v roce 1914 ze Severní Ameriky) je však velmi nepravděpodobná. Tento dinosaurus bývá vzhledem k podobnosti jmen často zaměňován s ceratopsidem rodu Centrosaurus.